# サモラ (エクアドル)
サモラ（スペイン語: Zamora, スペイン語発音: [saˈmoɾa]）は、エクアドル南東部の都市。サモラ・チンチペ県の県都および最大都市で、サモラ郡の郡都でもある。
アンデス山脈東麓のオリエンテと呼ばれる地方に位置する。標高は970メートル。サモラ川、ボンブスカロ川、ハンボエ川の合流地点にあたる。
近年、周辺地域で金が発見されたことから急速な成長を遂げた。このことから「エクアドルの鉱業の中心地」と呼ばれる。また、一帯で多くの鳥がみられることや、いくつもの滝があることから「野鳥と滝の街」とも形容される。